# Platyscapa bergi
Platyscapa bergi är en stekelart som beskrevs av Wiebes 1986. Platyscapa bergi ingår i släktet Platyscapa och familjen fikonsteklar.
Artens utbredningsområde är Madagaskar. Inga underarter finns listade i Catalogue of Life.